# Скороходове (станція)
Скорохóдове — проміжна залізнична станція 4-го класу Сумської дирекції Південної залізниці на електрифікованій лінії Полтава-Південна — Люботин між станціями Кочубеївка (8 км) та Коломак (14 км). Розташована в селищі Скороходове Полтавського району Полтавської області.

## Історичні відомості
Станція відкрита 1906 року. Станом на 1916 рік станцію очолював
 — міщанин Семен Іванович Курик.

## Пасажирське сполучення
На станції Скороходове зупиняються приміські поїзди напрямку Гребінка — Полтава — Огульці.